# Calcioburbankita
La calcioburbankita és un mineral de la classe dels carbonats que pertany al grup de la burbankita. El seu nom prové de la substitució parcial de l'estronci de la burbankita per calci.

## Característiques
La calcioburbankita és un carbonat de fórmula química Na₃(Ca,Ce,Sr,La)₃(CO₃)₅. Cristal·litza en el sistema hexagonal en forma de cristalls prismàtics imperfectes, allargats al llarg de [0001], de fins a 2 cm, amb dominant {1010}; també en forma de cristalls equants amb {1010} i {0001} i terminacions fibroses. La seva duresa a l'escala de Mohs és de 3 a 4.
Segons la classificació de Nickel-Strunz, la calcioburbankita pertany a «05.AC: Carbonats sense anions addicionals, sense H₂O: carbonats alcalins i alcalinoterris» juntament amb els següents minerals: eitelita, nyerereïta, zemkorita, bütschliïta, fairchildita, shortita, burbankita, khanneshita i sanromanita.

## Formació i jaciments
La calcioburbankita va ser descoberta l'any 1992 a la pedrera Poudrette, al Mont Saint-Hilaire (Quebec, Canadà) associada a un complex intrusiu alcalí de gabre-sienita. També ha estat descrita al dipòsit de terres rares de Lugeengol, a Hövsgöl (Dornogovi, Mongòlia) i en dos indrets de Rússia.